# 聯邦桌面核心組態
聯邦桌面核心組態（Federal Desktop Core Configuration，簡寫FDCC），由美国國家標準技術研究所與微软公司联合制定，是一套完整的電腦桌面安全标准，由國家安全局（NSA）在美国政府机构中推行。